# Julia Serda

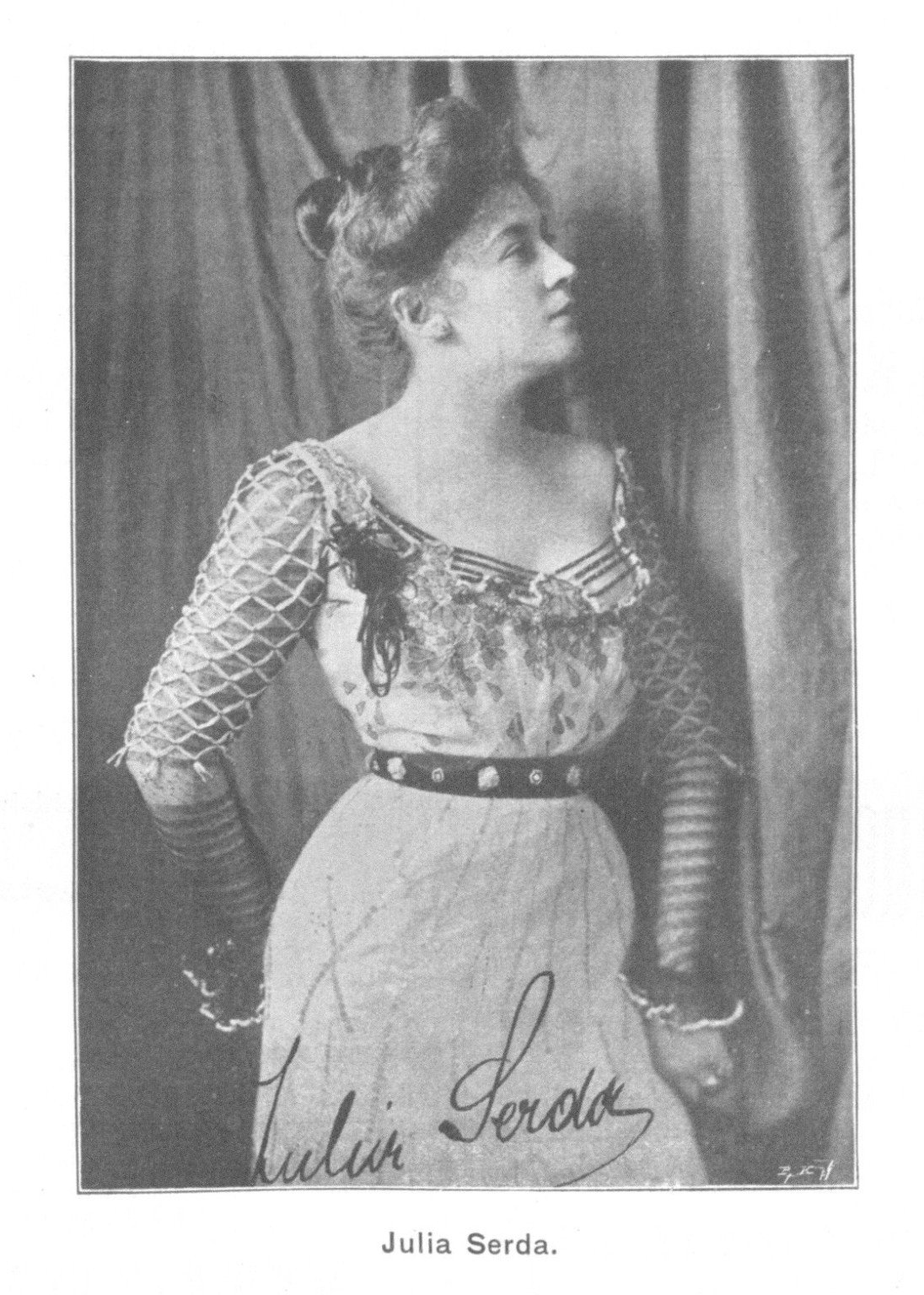
Julia Serda, 1902.

Julia Serda, född 6 april 1875 i Wien, Österrike-Ungern, död 3 november 1965 i Dresden, Östtyskland, var en skådespelare. Hon var gift med skådespelaren Hans Junkermann från 1911. Under åren 1920-1944 medverkade hon i över 90 filmer. Därefter drev hon en teaterskola.

## Filmografi, urval
- 1926 – Kärlek i bur
- 1928 – Der alte Fritz
- 1929 – Atlantik
- 1929 – Hotellets hemlighet
- 1930 – Kärleksvalsen
- 1931 – Felix bravader
- 1934 – Maskerad
- 1936 – Kärlekspostiljonen
- 1937 – Allotria
- 1939 – Det hänger i luften
- 1939 – Ett hopplöst fall
- 1941 – Clarissa
- 1942 – Ett möte i natten